# Ken Carpenter
William Kenneth Carpenter, detto Ken (Compton, 19 aprile 1913 – Buena Park, 15 marzo 1984), è stato un discobolo statunitense.

## Palmarès
| Anno | Manifestazione | Sede    | Evento           | Risultato | Misura  | Note            |
| ---- | -------------- | ------- | ---------------- | --------- | ------- | --------------- |
| 1936 | Olimpiadi      | Berlino | Lancio del disco | Oro       | 50,48 m | Record olimpico |